# Tegecoelotes
Tegecoelotes là một chi nhện trong họ Agelenidae.